# Geschwitz

Geschwitz auf einer Karte von 1907

Geschwitz war ein Dorf in der Amtshauptmannschaft Leipzig, das seit 1924 Ortsteil von Rötha war und 1952 dem Braunkohlenabbau (Tagebau Espenhain) zu Opfer fiel. Die Fläche ist inzwischen rekultiviert.

## Lage und Ortstypik
Geschwitz befand sich etwa 1 km nördlich von Rötha in leichter Hanglage an der Ostseite der Pleißenaue. Seine Nachbarorte waren von Norden im Uhrzeigersinn Rüben, Muckern, Rötha, das Vorwerk Podschütz (ab 1839 Ortsteil von Rötha), Böhlen, Zeschwitz und Stöhna.
Geschwitz war ein Nord-Süd-Richtung verlaufendes doppeltes Sackgassendorfes mit einem Zugang in der Mitte und zirka 20 Höfen. In der rekultivierten Flur von Geschwitz befindet sich heute der neue Lauf der Gösel und die Bundesstraße 95.

Der Geschwitzer Gasthof 1906

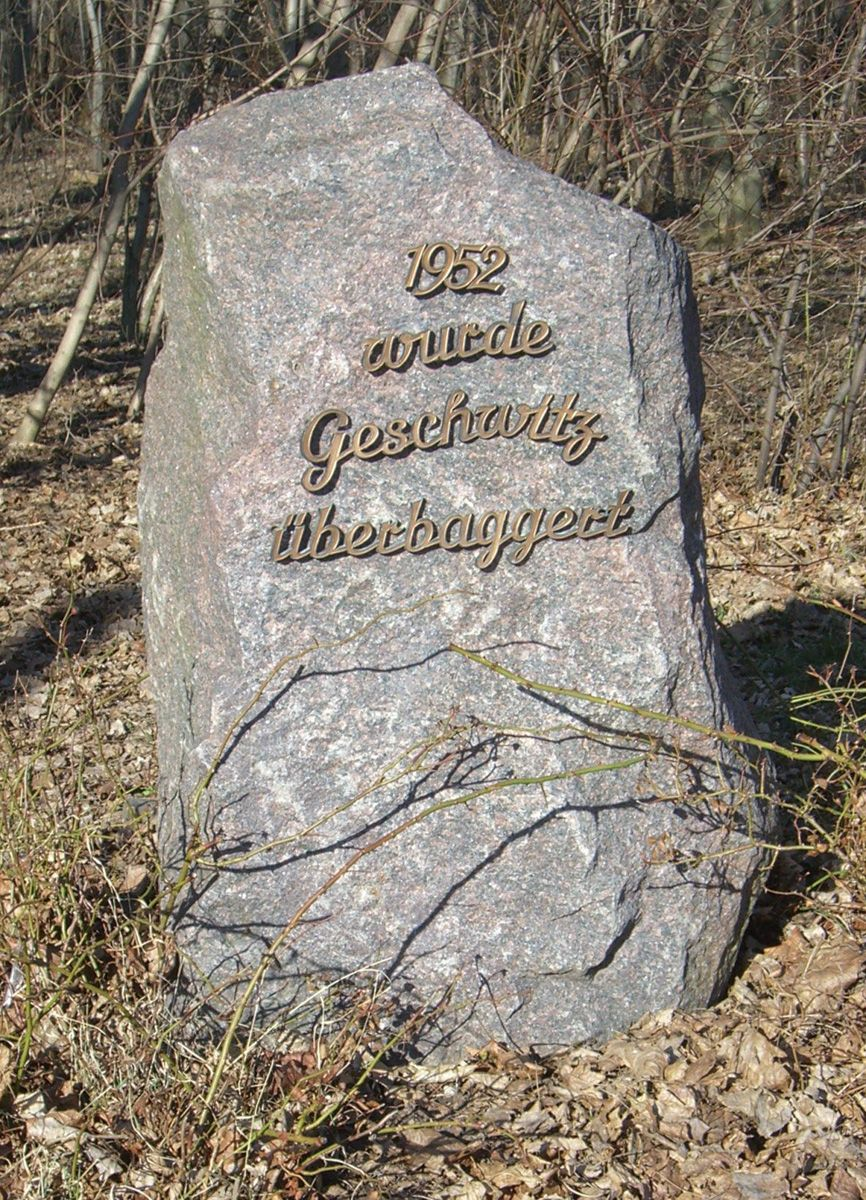
Gedenkstein an Geschwitz

## Verkehr
Am östlichen Rand der Pleißenaue und unmittelbar östlich von Geschwitz vorbei verlief seit dem Mittelalter die Handelsstraße Via Imperii. Später nutzte die Poststraße Leipzig–Altenburg die gleiche Route. Mit der Verlegung auf die hochwassersicherere Trasse über Magdeborn um 1818 (später F 95) verlor Geschwitz den Anschluss an das Fernstraßennetz.
1913 wurde die Bahnstrecke Böhlen–Espenhain eröffnet. Der Bahnhof Rötha dieser Strecke lag zwischen Rötha und Geschwitz etwa 500 Meter vom Dorf entfernt.

## Geschichte
1378 wurde Geschwitz erstmals als Geswicz erwähnt. Eine wesentlich ältere Besiedlung wird aber durch Funde von roten Scherben („Terra Sigillata“) auf Geschwitzer Flur mit dem Stempel „Janu F“ aus Rheinzabern aus der Zeit zwischen 150 und 200 n. Ch. belegt. 1445 existierte in dem Ort ein Rittersitz, aber schon 1551 übte die Grundherrschaft über das Dorf das Rittergut Rötha aus, das von 1592 bis 1945 den Freiherren von Friesen gehörte.
Die Grundherrschaft blieb in Kraft bis zur Sächsischen Landgemeindeordnung von 1838, nach der die Dörfer ihre Eigenverwaltung erhielten. Zu diesem Zeitpunkt hatte Geschwitz 142 Einwohner. Der Ort lag bis 1856 im kursächsischen bzw. königlich-sächsischen Kreisamt Leipzig. Ab 1856 gehörte der Ort zum Gerichtsamt Rötha und ab 1875 zur Amtshauptmannschaft Borna. Heinrich Freiherr von Friesen führte in den 1870er-Jahren in Rötha den exzessiven Obstanbau ein. So entstanden auf den Feldfluren östlich von Geschwitz große Baumstücker für Äpfeln und Baumschulen.
Seit dem Beginn des 20. Jahrhunderts näherten sich Geschwitz und Rötha immer mehr einander an. 1924 wurde Geschwitz nach Rötha eingemeindet. Die Bevölkerungszahl von Geschwitz belief sich dabei auf knapp 300 Einwohner. Kirchlich hatte Geschwitz schon immer nach Rötha gehört.
Anfang der 1950er-Jahre erreichte der Tagebau Espenhain die Geschwitzer Flur. Das Dorf wurde zwischen 1951 und 1953 ausgesiedelt, devastiert und anschließend überbaggert. Die meisten Einwohner kamen in Rötha unter. Die ausgekohlten Flächen wurden rekultiviert. Über das ehemalige Gelände von Geschwitz verläuft jetzt die Bundesstraße 95. Der wegen des Tagebaus verlegte Bach Gösel quert ebenfalls das ehemalige Geschwitz.
Ein Gedenkstein etwa an der Stelle des ehemaligen Ortseingangs und ein Straßenname in Rötha erinnern an Geschwitz.